# Salomè (film 1953)
Salomè è un film del 1953 diretto da William Dieterle.

## Trama
Figliastra del Re Erode, la bella e sensuale Salomè viene allontanata da Roma per ordine di Tiberio e sulla nave che la riporta in Palestina incontra Pilato, il nuovo governatore, e il luogotenente Claudio, che si innamora di lei.
Salomè, una volta tornata in patria, trova la sua famiglia profondamente turbata a causa delle prediche di Giovanni Battista, che rimprovera aspramente la corte per la dissolutezza dei costumi e per l'immoralità dell'unione tra Erode e Erodiade, che è la moglie di suo fratello. Erodiade chiede al re di eliminare Giovanni Battista, ma Erode teme la reazione del popolo. Inoltre rivela che gli era stata predetta la morte, se avesse perseguitato un profeta. Anche Pilato vorrebbe sopprimere il Battista, ma Claudio, che di nascosto è un suo seguace, lo distoglie dal proposito.
Giovanni Battista viene comunque arrestato e condotto a palazzo; Salomè è colpita dalla figura del profeta anche se rimane sconvolta dalle invettive che lui pronuncia contro la madre. Al cospetto di Erode, la giovane principessa esegue la danza dei sette veli e sta per chiedere al patrigno la grazia per il Battista, ma Erodiade la previene e ne chiede la decapitazione. Quando la testa mozza viene portata nella sala, Erode fugge. Salomè, orripilata dalla morte, lascia la reggia insieme a Claudio: entrambi troveranno Gesù.

## Produzione
Sfarzosa produzione biblico-hollywoodiana in Technicolor, voluta espressamente da Harry Cohn della Columbia Pictures per rilanciare Rita Hayworth dopo il fiasco de La signora di Shanghai, la pellicola non si basa sull'audace dramma fin de siècle di Oscar Wilde, bensì su un adattamento di Harry Kleiner e Jesse Lasky Jr., liberamente ispirato alla vicenda biblica.
Il film capovolge il tradizionale ritratto perverso e incestuoso della giovane principessa, e ne dà invece un'immagine solare e positiva: Salomè danza per compiacere Erode, ma il suo scopo è quello di salvare il Battista e di non farlo decapitare. Alla fine, dopo la fuga dal palazzo accompagnata da Claudio, la ritroviamo in abiti dimessi, a seguire con devozione le parole del Signore.
Le riprese in esterna avvennero quasi interamente in Israele. Le scene interne vennero realizzate presso gli studi della Columbia Pictures a Los Angeles.

## Distribuzione
La prima del film avvenne a Los Angeles il 13 febbraio 1953; venne quindi distribuito nelle sale cinematografiche americane il 24 marzo successivo. In Italia uscì al cinema il 10 settembre 1953.

## Edizioni italiane
Per il passaggio TV degli anni '70, la Rai commissionò un nuovo doppiaggio italiano del film che fu realizzato dalla C.D. su dialoghi di Alberto Piferi e direzione di Vittoria Febbi che scelse sé stessa per ridoppiare la protagonista. In DVD, tuttavia, circola esclusivamente il doppiaggio d'epoca diretto da Sandro Salvini per la C.D.C..